# Ильговка
Ильговка (укр. Ільгівка) — правый приток Белоуса, протекающий по Черниговскому району (Черниговская область, Украина).

## География
Длина — 11 км. Река берёт начало южнее села Льговка (Черниговский район). Река течёт на юго-восток, в нижнем течении делает несколько поворотов. Впадает в Белоус непосредственно западнее села Павловка (Черниговский район).
Русло слабо-извилистое, у истоков пересыхает. В верхнем течении созданы пруды (село Зайцы). Долина в среднем течении реки изрезана оврагами и промоинами. Пойма вне населённых пунктов занята заболоченными участками и лесами.
Притоки: нет крупных.
Населённые пункты на реке (от истока к устью): Льгов, Трисвятская Слобода.